# Antonius Aemilius

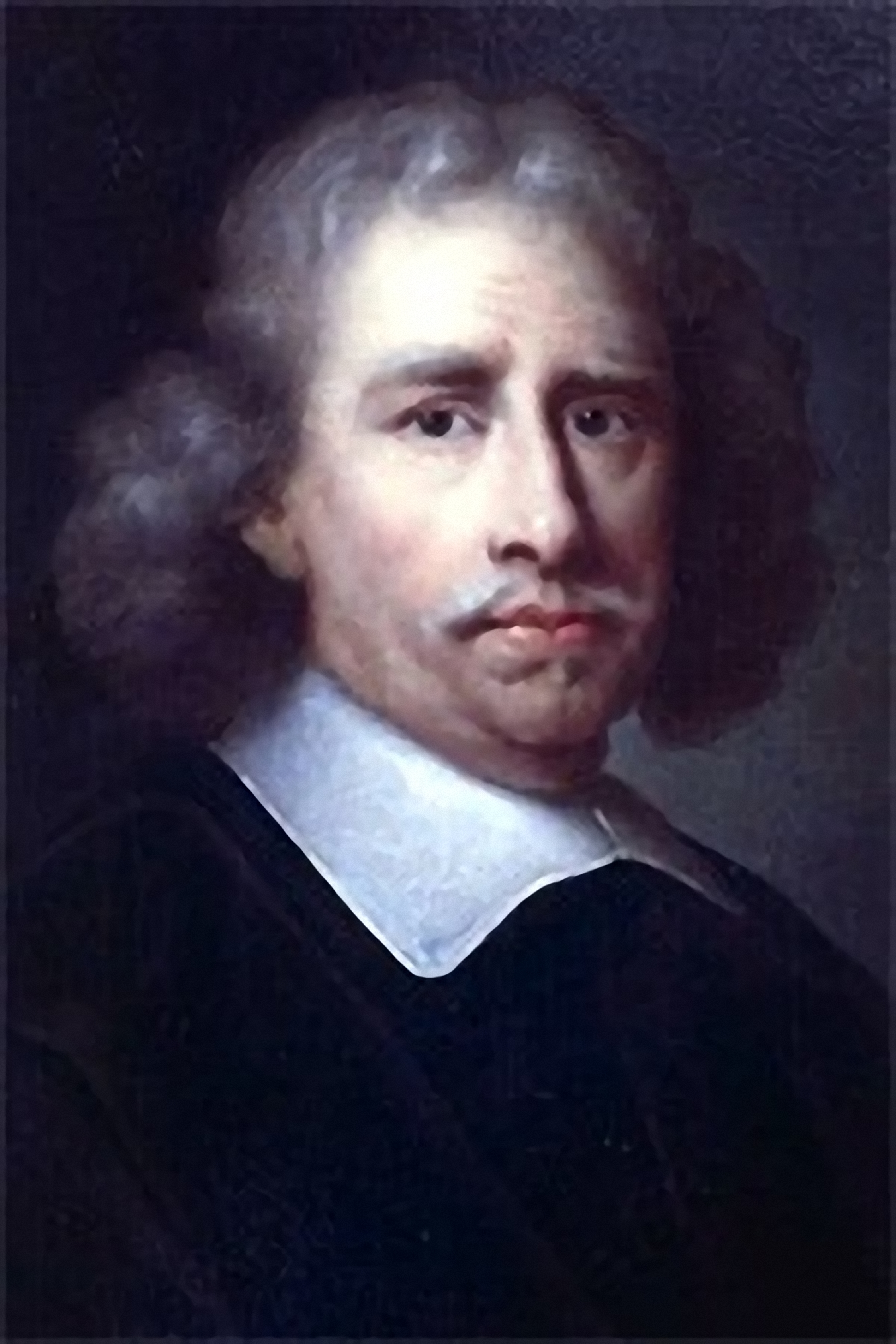
Antonius Aemilius

Antonius Aemilius (auch: Emilius, Melis; * 20. Dezember 1589 in Aachen; † 12. November 1660 in Utrecht) war ein deutscher Historiker und Philosoph, der in den Niederlanden lebte.

## Leben
Antonius Aemilius war der Sohn von Jan Melis, einem Kaufmann und späteren Bürgermeister Hasselts, und dessen Frau Elisabeth Houbraeken. Seine Eltern hatten sich aus religiösen Gründen von Deutschland nach Dordrecht begeben. Anfänglich hatte er die Lateinschule seines Geburtsorts besucht und dann in Dordrecht seine Ausbildung fortgesetzt. An der Universität Leiden immatrikulierte er sich am 10. September 1607 als Student der Theologie. Hier wurden Joseph Justus Scaliger (1540–1609), Dominicus Baudius (1561–1613) und Rudolph Snellius seine Lehrer. Letzterer begeisterte ihn besonders für die griechische Sprache. Danach bereiste er andere Universitäten.
So immatrikulierte er sich am 30. März 1611 an der Universität Heidelberg, wo er bei David Paraeus unterkam und die Bibliotheca Palatina besuchte. Über Straßburg reiste er nach Saumur, wo er Philippe Du Plessis-Mornay kennenlernte. Nachdem er Angers besucht hatte, verbrachte er vier Monate in Montauban und Toulouse, lernte in Genf Jacob Gothofredus und Johannes Deodatus kennen und kehrte über Basel, Köln und Löwen nach Hause zurück.
1615 wurde er in Dordrecht Rektor der Lateinschule und gründete dort eine Bibliothek. Da sich 1619 der Utrechter Lateinschulrektor Bernard Zwaerdecroon weigerte, seine Unterschrift unter die Dordrechter Artikel zu setzen, wurde er am 25. Oktober 1619 an dessen Stelle eingesetzt. Nachdem er der Utrechter Lateinschule zu großem Ansehen verholfen hatte, legte er aufgrund von Streitigkeiten 1630 sein Rektorat nieder und etablierte sich privat in Delft.
1631 kam er für den Lehrstuhl von Gerardus Johannes Vossius in Leiden in Betracht, sodass man sich in Utrecht entschloss, ihm wieder das Rektorat der Lateinschule zu übergeben. Die Kuratoren der Utrechter schola illustris ernannten ihn sogar am 17. Juni 1634 zum Professor der Geschichte und Politik, welches Amt er mit der Rede De usu lectionis historicae antrat. Als das Gymnasium 1636 zur Universität Utrecht erhoben wurde, legte er 1639 sein Rektorat an der Lateinschule nieder, um sich dem akademischen Lehramt zu widmen. Durch den Umgang mit Isaac Beeckman und später mit seinem Amtskollegen Henri Reneri (1593–1639) hatte Aemilius eine Vorliebe für die Philosophie von René Descartes entwickelt, mit dem er in Kontakt trat.
Aber nicht nur auf dem Gebiet der Philosophie bewegte er sich, sondern er verfügte auch über einen großen Wissensschatz in den orientalischen Sprachen. In seiner Eigenschaft als Utrechter Hochschullehrer beteiligte er sich auch an den organisatorischen Aufgaben der Akademie und war in den Jahren 1644/45 sowie 1659/60 Rektor der Alma Mater. Aemilius, der zwanzig Jahre lang von einem Nierenleiden geplagt wurde, bekam nach einem Besuch in Aachen zusätzliche Beschwerden, an denen er sechs Jahre später starb. 1651 wurden seine lateinischen Reden und Gedichte publiziert.
Aus seiner in Utrecht 1623 geschlossenen Ehe mit Agneta, Tochter des Utrechter Predigers Johann van Langen und dessen Frau Maria Iselmuyden, stammen vier Kinder. Es handelt sich um die Söhne Johannes Aemilius und Janus Aemilius sowie die Töchter Elisabeth († 28. Februar 1648 in Utrecht) und Gertrud.

## Weblink
- Catalogus Professorum Academiae Rheno-Traiectinae